# Galzig
Galzig är ett berg i Österrike.   Det ligger i distriktet Landeck och förbundslandet Tyrolen, i den västra delen av landet, 500 km väster om huvudstaden Wien. Toppen på Galzig är 2 172 meter över havet.
Terrängen runt Galzig är bergig, och sluttar norrut. Runt Galzig är det ganska glesbefolkat, med 27 invånare per kvadratkilometer.. Närmaste större samhälle är Sankt Anton am Arlberg, 2,4 km öster om Galzig. 
Trakten runt Galzig består i huvudsak av gräsmarker.